# Harlingen (Texas)
Harlingen város az USA Texas államának Cameron megyéjében. Lakosainak száma 71 829 fő (2020. április 1.).

## Népesség
A település népességének változása:

| 2010 | 64 849 |
| 2020 | 71 829 |